# 28 Pułk Piechoty (austro-węgierski)

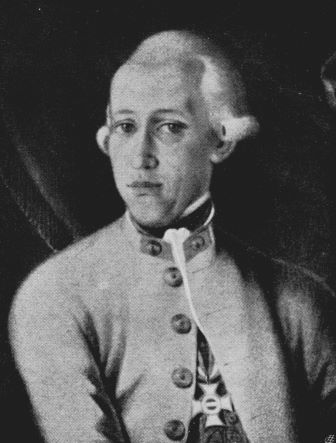
Szef pułku FZM Wilhelm von Wartensleben

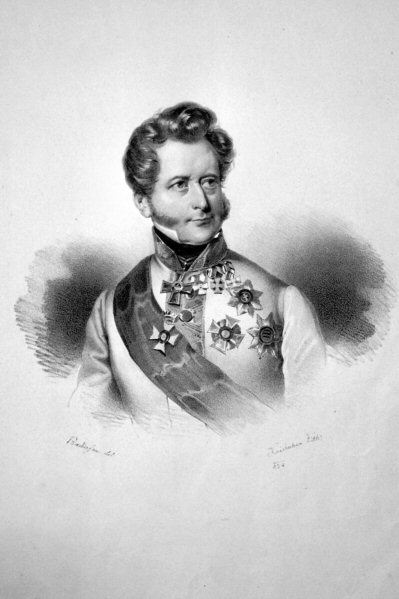
Szef pułku FZM Theodor Baillet de Latour

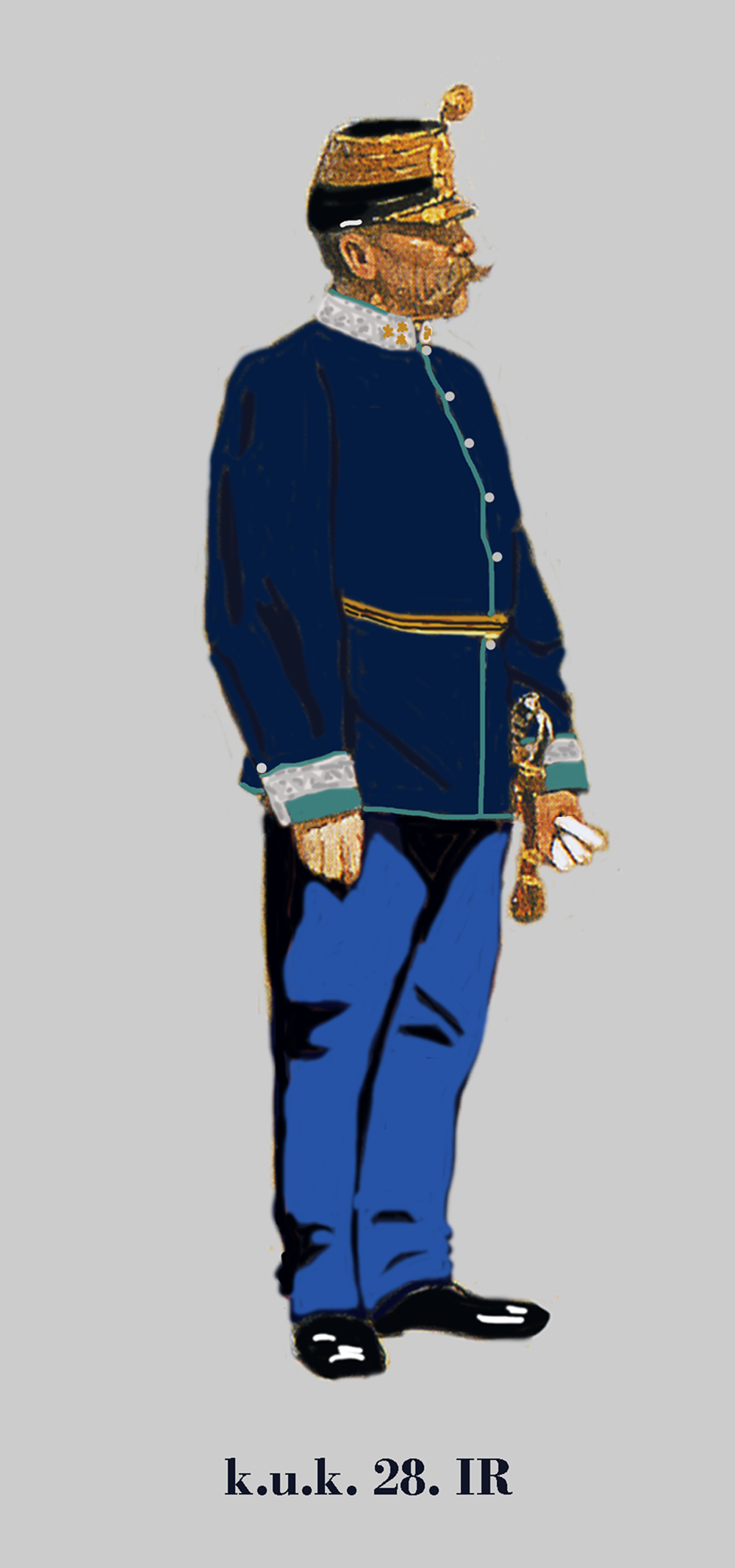
Pułkownik IR. 28 w mundurze paradnym

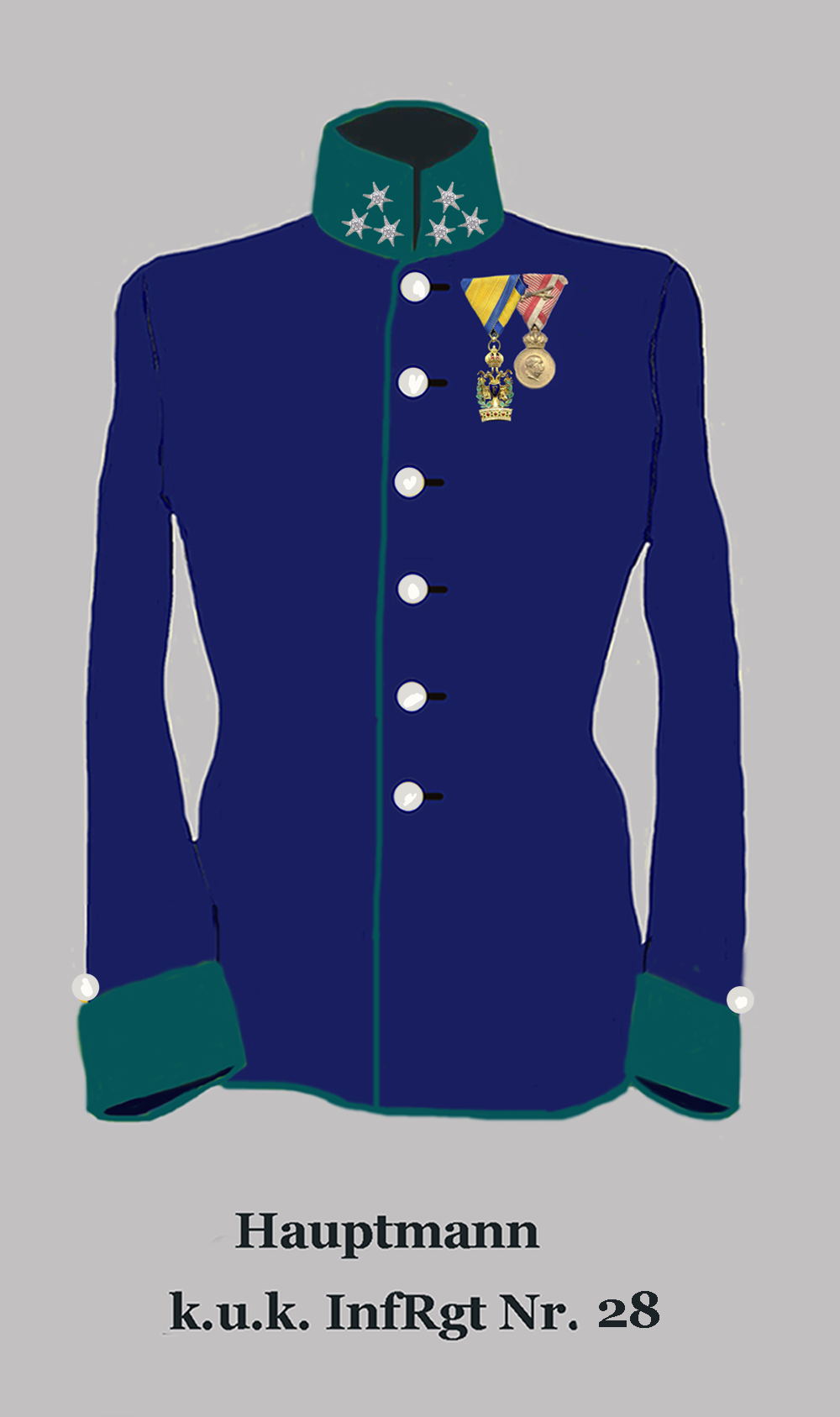
Kurtka munduru kapitana IR. 28

Czeski Pułk Piechoty Nr 28 (niem. Böhmisches Infanterieregiment Nr. 28) – pułk piechoty cesarskiej i królewskiej Armii.

## Historia pułku
Pułk został utworzony w 1698 roku z połączenia sześciu kompanii wydzielonych z Pułku Piechoty Metternicha oraz sześciu kompanii rekruckich. 
Okręg uzupełnień nr 28 Praga na terytorium 8 Korpusu.
Swoje święto pułk obchodził 24 czerwca w rocznicę bitwy pod Custozą stoczonej w 1866 roku.
Kolory pułkowe: zielony trawiasty (grasgrün), guziki srebrne.
W latach 1873–1877 sztab pułku stacjonował w Wiedniu, natomiast komenda rezerwowa i stacja okręgu uzupełnień w Pradze.
W latach 1877–1882 pułk stacjonował w Czeskich Budziejowicach (niem. Budweis), natomiast komenda rezerwowa i okręgu uzupełnień w Pradze.
W latach 1882–1889 pułk stacjonował w Pradze. Od 1889 roku 3. batalion był detaszowany na terytorium 15 Korpusu do Višegradu. Pułk (bez 3. batalionu) wchodził w skład 17 Brygady Piechoty w Pradze należącej do 9 Dywizji Piechoty, natomiast detaszowany 3. batalion był podporządkowany komendantowi 2 Brygady Piechoty w Sarajewie należącej do 1 Dywizji Piechoty
W 1895 roku pułk (bez 2. batalionu) stacjonował na terytorium 14 Korpusu (komenda pułku razem z 3. batalionem w Trydencie, niem. Trient, 1. batalion w Cavalese, a 4. batalion w Levico). Pułk wchodził w skład 16 Brygady Piechoty należącej do 8 Dywizji Piechoty. Drugi batalion pozostawał w okręgu uzupełnień, w Pradze, i wchodził w skład 37 Brygady Piechoty należącej do 19 Dywizji Piechoty.
W latach 1899–1905 komenda pułku razem z 2. i 4. batalionem stacjonowała w Czeskich Budziejowicach (niem. Budweis), 1. batalion w Pradze, a 3. batalion w Freistadt. Pułk wchodził w skład 38 Brygady Piechoty w Budweis należącej do 19 Dywizji Piechoty.
W latach 1906–1909 komenda pułku razem z 3. i 4. batalionem w Czeskich Budziejowicach (Budweis), 1. batalion w Pradze, a 2. w Trzeboniu (niem. Wittngau).
W latach 1910–1911 pułk stacjonował Trydencie (niem. Trient) z wyjątkiem 2. batalionu, który pozostawał w okręgu uzupełnień, w Pradze.
W latach 1912–1914 komenda pułku razem z 3. batalionem stacjonowała w Innsbrucku, 1. batalion w Schlanders (wł. Silandro), 2. batalion w Pradze, a 4. batalion w Malé.
Pułk (bez 2. batalionu) wchodził w skład 5 Brygady Piechoty w Innsbrucku należącej do 3 Dywizji Piechoty, natomiast 2. batalion wchodził w skład 18 Brygady Piechoty w Pradze należącej do 9 Dywizji Piechoty.
Skład narodowościowy pułku w 1914 roku: 95% – Czesi.
W czasie I wojny światowej pułk walczył z Rosjanami na przełomie 1914 i 1915 roku w Galicji. Żołnierze pułku są pochowani m.in. na cmentarzach wojennych nr: 267 w Borzęcinie, 192 w Lubczy, 193 w Dąbrówce Szczepanowskiej, 314 w Bochni oraz 198 w Błoniu.

## Szefowie pułku
Kolejnymi szefami pułku byli:
- FZM Franz Sebastian von Thürheim (1698 – 1713),
- FML Ernst Philipp von der Lanckhen (1713 – †5 VIII 1716),
- FZM Wilhelm Ludwig Gustav von Wartensleben (1779 – †21 IV 1798),
- FML Michael von Frelich (Fröhlich) (1799 – †1814),
- FZM Johann Nepomuk von Kutschera (1815 – †20 IV 1832),
- FZM Theodor Baillet de Latour (1832 – †6 X 1848),
- FZM Ludwig von Benedek (1849 – †27 IV 1881),
- król Włoch Humbert I (1881 – †29 VII 1900),
- król Włoch Wiktor Emanuel III (od 1900)[1].

Król Wiktor Emanuel III utracił godność szefa pułku 23 maja 1915 roku, kiedy Włochy wypowiedziały wojnę Austro-Węgrom.

## Żołnierze
Komendanci pułku
- płk Friedrich von Bouvard ( – 1872 → szef 1. Oddziału c. i k. Ministerstwa Wojny Rzeszy)
- płk Adolph Resić von Ruinenburg (1872[2] – 1876)
- płk Adolph von Wenko (1876 – 1877)
- płk Alexander Heimbach von Ethlersheim (1877 – 1882 → komendant 21 Brygady Piechoty)
- płk Alois Hauptmann (1882 – 1886 → generał przydzielony ds. spraw OK w Komendzie Obrony Krajowej w Wiedniu)
- płk Johann Holzbach (1886 – 1890 → komendant 65 Brygady Piechoty)
- płk Ludwig Castaldo (1890 – 1894 → komendant 71 Brygady Piechoty)
- płk Julius Weyrich von Trubenburg (1894 – 1889 → komendant 31 Brygady Piechoty[9])
- płk Hugo Meixner von Zweienstamm (1889[9] – 1902 → szef 2. Oddziału c. i k. Ministerstwa Wojny)
- płk Heinrich von Fath (1902 – 1907 → komendant 60 Brygady Piechoty)
- płk Franz Daniel (1907 – 1912 → komendant 17 Brygady Piechoty)
- płk Ferdinand Sedlaczek (1912-1914[1])
- płk Eduard von Merten (1914 – 1915 → komendant 121 Brygady Piechoty[10])
- płk Maximilian Hemala (1918)

Oficerowie
- por. rez. Wladimir Kossar
- ppor. Moritz Auffenberg